# Kalifornientofsvaktel

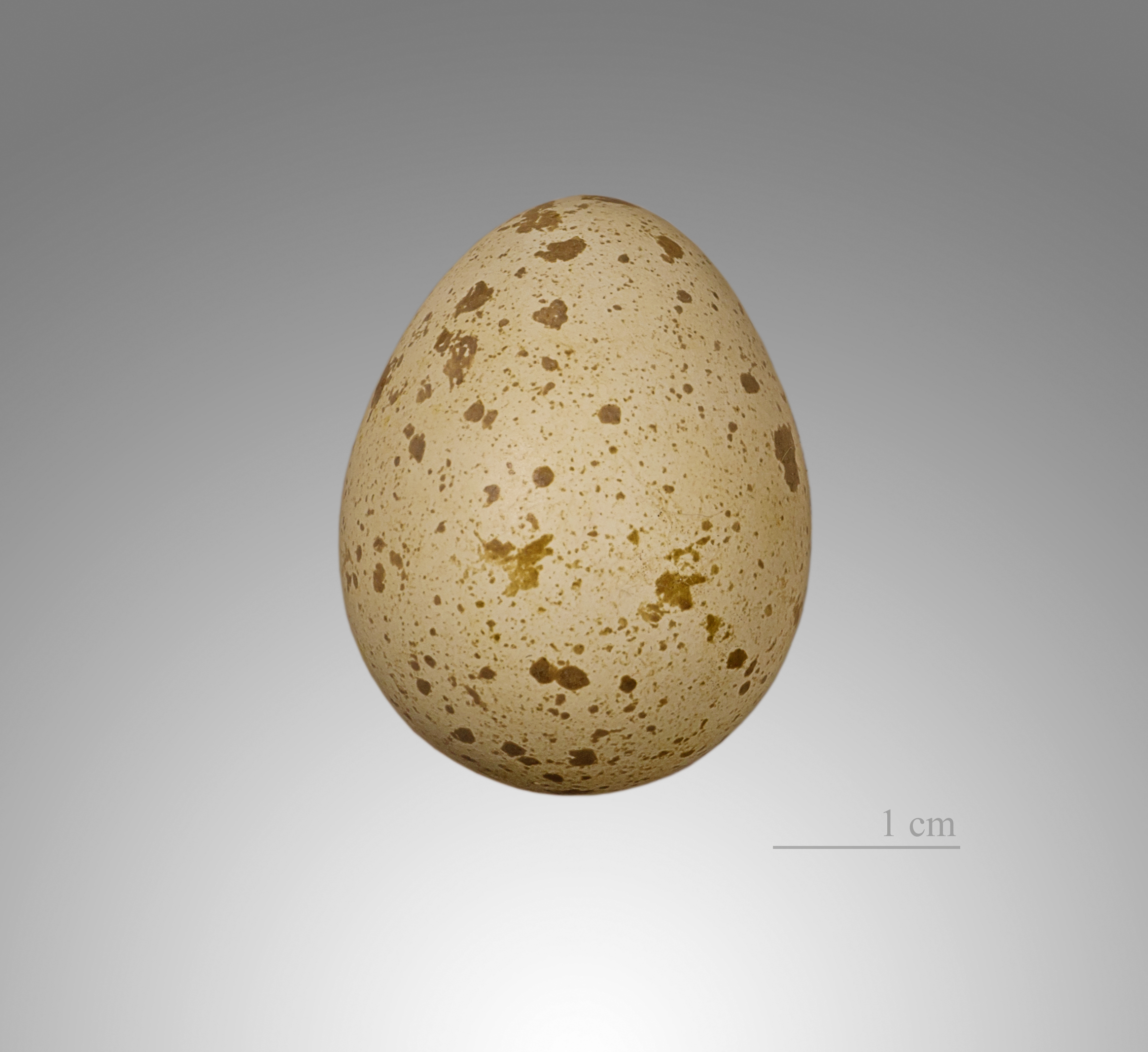
Callipepla californica

Kalifornientofsvaktel (Callipepla californica) är en fågel i familjen tofsvaktlar inom ordningen hönsfåglar som i vilt tillstånd förekommer i västra Nordamerika men som även är förvildade på olika håll i världen.

## Utseende och levnadssätt
Typiska karaktärer i utseendet är de långa, svarta och droppformade tofsarna, de svarta och vita ansiktsfjädrarna och den vattrade teckningen på buken. Honan är inte lika stor som hanen och har en mindre tofs och är mer dämpad i färgerna. Vakteln är skygg och gäckande och den hörs oftare än den ses. Den lever i små flockar bestående vanligtvis av 25-30 fåglar och livnär sig på frön, lökar och även knoppar från olika växter.

## Utbredning och systematik

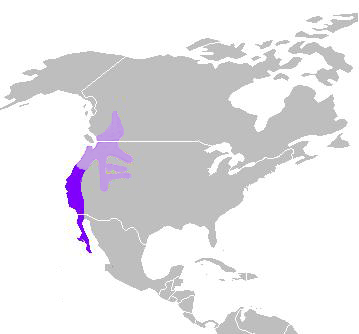

Kalifornientofsvaktel delas in i åtta underarter med följande utbredning:
- Callipepla californica californica – norra Oregon och västra Nevada till södra Kalifornien och Islas Coronado
- Callipepla californica orecta – sydöstra Oregon (Warner Valley) och nordligaste Kalifornien
- Callipepla californica brunnescens – kustområdena i nordligaste Kalifornien till södra Santa Cruz County
- Callipepla californica catalinensis – Santa Catalina Island (utanför södra Kaliforniens kust)
- Callipepla californica canfieldae – Owens Valley i öst-centrala Kalifornien
- Callipepla californica plumbea – San Diego County söderut genom nordvästra Baja California
- Callipepla californica decolorata – Baja California mellan latitud 25 ° N och 30 ° N
- Callipepla californica achrustera – södra Baja California

Underarterna orecta och plumbea inkluderas ofta i nominatformen, medan decolerata ibland anses odiagnostiserbar.
Introducerade populationer finns i Chile, västra Argentina, Hawaiiöarna, Nya Zeeland (underarten brunnsescens), King Island utanför Australien samt på Korsika.

## Status och hot
Arten har ett stort utbredningsområde och en stor population, och tros öka i antal. Utifrån dessa kriterier kategoriserar IUCN arten som livskraftig (LC).

## Namn
Kalifornientofsvakteln har också kallats kalifornisk tofsvaktel, men justerades av BirdLife Sveriges taxonomikommitté 2022.

## Bilder

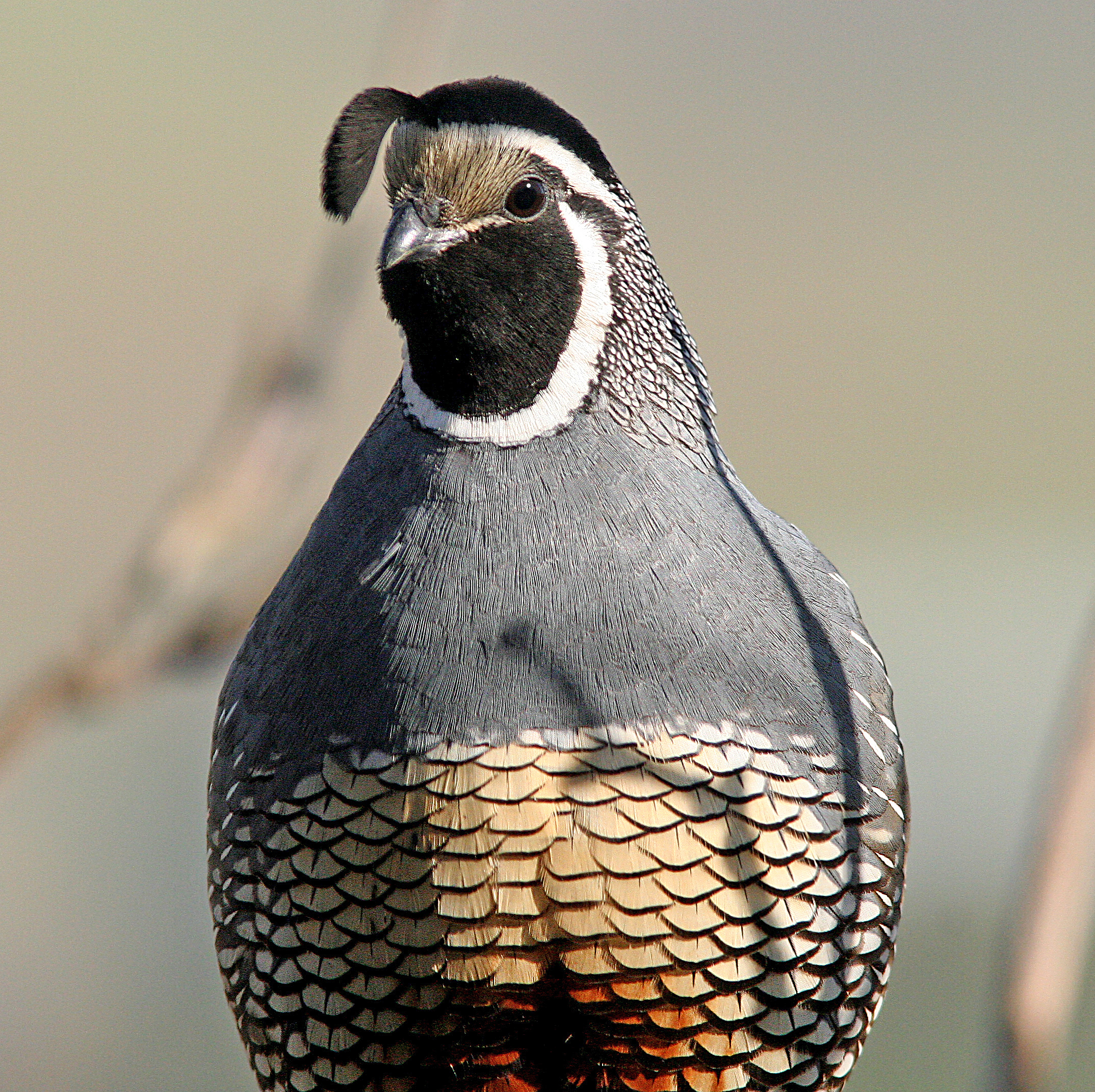
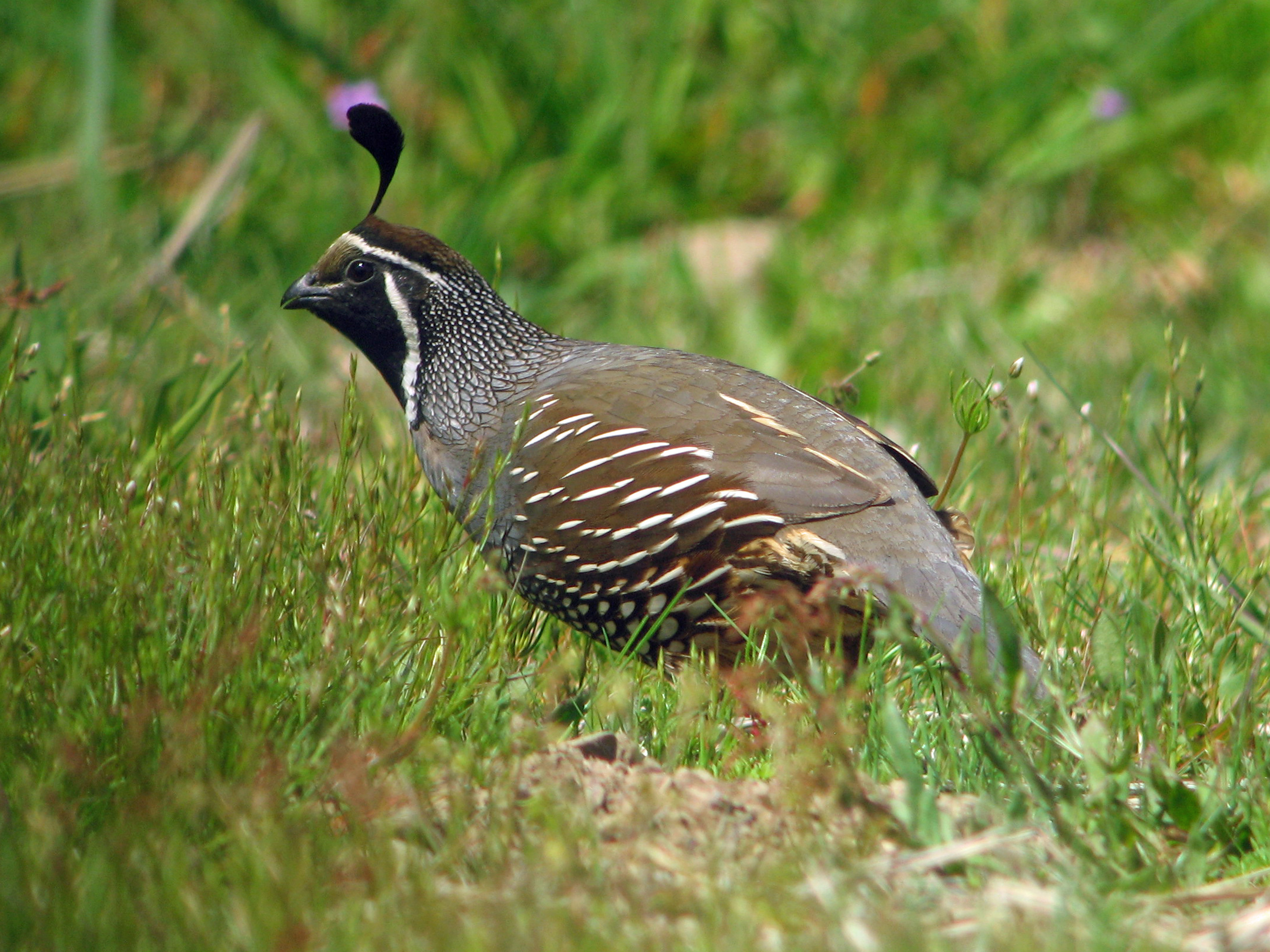
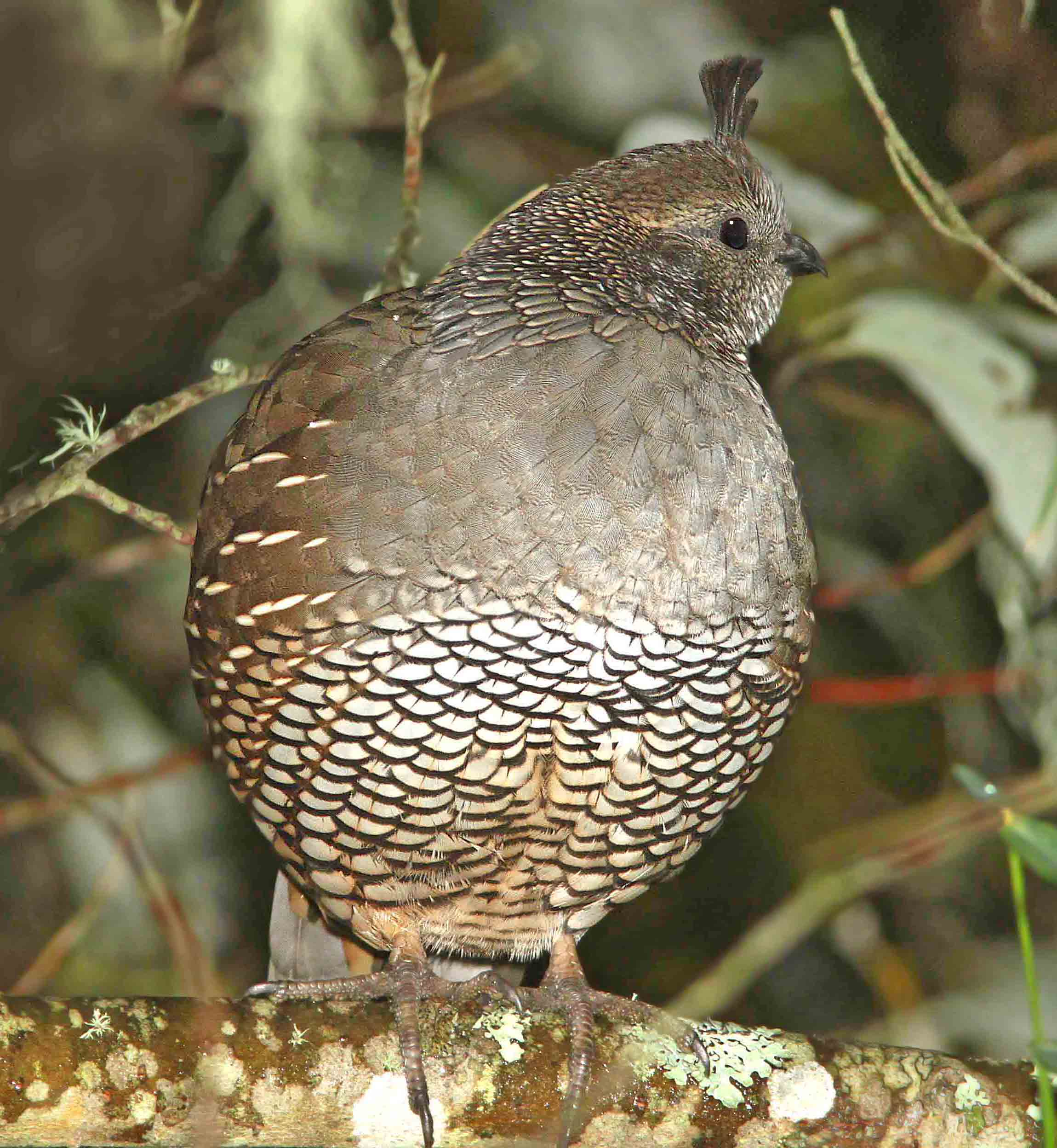